# DJ Baro
DJ Baro, pseudonimo di Alessandro Tamburrini (Roma, 18 gennaio 1975), è un disc jockey, beatmaker ed ex ballerino di break dance italiano che all'inizio degli anni 1990 collaborò artisticamente con Crash Kid, il quale giocò un ruolo essenziale nella sua formazione artistica.

## Biografia
DJ Baro, dopo una vasta esperienza di convention di B-boy, fu uno dei creatori del collettivo romano Rome Zoo, che organizzò e promosse la cultura hip hop in Italia. Nel 1996 la prossimità della breakdance al DJing lo fece passare dietro i piatti, con grande dedizione tanto da diventare prezioso aiuto e compagno di DJ Stile, altro turntabler del collettivo. Nel 1998 iniziò a lavorare con il gruppo Colle der Fomento anch'esso parte del collettivo, dando il proprio contributo all'album Scienza doppia H. Nel 1999 la collaborazione si strinse tanto che diventò membro ufficiale del gruppo che partì alla volta del tour nazionale.
Fattosi conoscere, ebbe così modo di organizzare propri dj set e nello stesso tempo di realizzare diversi mixtapes assieme a DJ Stile, considerati oggi da molti dei classici del genere: Rome Zoo DJ's Vol.1, 6 Piedi Sotto, Rome Zoo DJ's Vol.2. DJ Baro ha poi collaborato con altri gruppi ed artisti rinomati della scena nazionale come Cor Veleno, Frankie hi-nrg mc, Esa aka El Presidente e Gente Guasta, DJ Gengis, Wisk Beats, DJ Double S, Sparo, Assalti Frontali, Bonnot, Stabbyoboy, Amir, Gufo, Ice One, Brusco.
Dal 2000 ha partecipato assieme ad altri membri del collettivo a diverse trasmissioni radiofoniche incentrate sulla diffusione dell'hip hop, collaborando alla costruzione del terzo album dei Colle der Fomento Anima e ghiaccio uscito nel 2007. DJ Baro è anche una delle menti del progetto Real Vibes assieme a Marco Sabbatini, evento settimanale presso il locale "La Saponeria" di Roma. Come direttore artistico ha realizzato diversi eventi, tra i quali Rome Zoo Attacks, Rome Zoo Parties, Real Vibes Gigs, MTV Music Pollination Party 2004, TIM Tribù Faceoff 2005, Hip hop Beach Festival 2005, Redbull Home Groove Up Roc 2006.
Il 21 giugno 2013 pubblicano il video del nuovo singolo dei Colle der Fomento Sergio Leone, estratto dal nuovo album in uscita prossimamente.

## Discografia

### Con il collettivo Rome Zoo
- 1998 – Rome Zoo DJ's Vol.1 (con DJ Stile)
- 1999 – 6 Piedi Sotto (con DJ Double S)
- 2000 – Rome Zoo DJ's Vol.2

### Con i Colle der Fomento
- 1999 – Scienza doppia H
- 2007 – Anima e ghiaccio